# Oreste Popescu
Oreste Popescu (Vicovul de Jos, Bucovina, Rumania, 24 de septiembre de 1913 - Buenos Aires, 18 de septiembre de 2003) fue un economista rumano nacionalizado argentino, que desarrolló su actividad profesional y docente en diversos países de América Latina.
Cursó estudios en la Facultad de Ciencias Jurídicas en Iasi, obteniendo su título en 1938 y en 1948 se doctoró en las Ciencias Económicas y Políticas de la Universidad de Innsbruck. Al concluir la Segunda Guerra Mundial emigró a la Argentina. Allí fue profesor en el Instituto Tecnológico del Sur (Bahía Blanca) entre 1949 y 1953, y en la Facultad de Ciencias Económicas de la Universidad Nacional de La Plata (Argentina) de 1953 a 1962. Posteriormente fue docente de economía de la Universidad Católica Argentina. Fue profesor visitante de diversas universidades de Latinoamérica, y experto en misiones diplomáticas de la ONU.
Entre las numerosas distinciones recibidas se destaca la de Académico de Número de la Academia Nacional de Ciencias Económicas desde 1991 y Miembro Correspondiente de la Academia Colombiana de Ciencias Económicas.

## Obras
Según Szychowski "El producto de sus tareas de investigación es muy importante. Más de cien obras publicadas y una veintena de volúmenes sobre la historia del pensamiento latinoamericano en el período hispano" Entre ellas se destacan las siguientes:
- El sistema económico en las misiones jesuíticas: un vasto experimento de desarrollo indoamericano (1952)[3]
- El pensamiento social y económico de Esteban Echeverría (1954)
- La región económica (1957)
- Ensayos de economía de empresa (1961)
- Ensayos de doctrinas económicas argentinas (1963)[4]
- Introducción a la ciencia económica contemporánea (1964)
- El sistema económico en las misiones jesuíticas (1967)[5]
- Un tratado de economía política en Santafé de Bogotá en 1810 (1968)
- Desarrollo y planeamiento en el pensamiento económico colombiano (1968)
- Estudios en la historia del pensamiento económico latinoamericano (1986)[6]
- Contribuciones de teoría monetaria en la económica indiana (1994)